# 新加坡科技研究局
新加坡科技研究局（简称新*科研；英文：Agency for Science, Technology and Research；简写为A*STAR），是新加坡贸易和工业部下属的自治研究机构，其前身國家科學技術委員會成立于1991年。新加坡科技研究局成立的目标是促进新加坡科研和人才的整合，以协助新加坡向知识型经济体转型和迈进 。其总部位于靠近新加坡国立大学的纬壹地铁站附近。下属生物医药研究、科学工程研究两大理事会，各自统合若干下属研究所，开展相关方面的科学研究。还直辖交叉学科整合理事会、研究生学院、速创科技私人有限公司，以及企业公共事务服务部门，以达到各个研究所的资源共享。

## 属下研究所

### 生物医药研究理事会
- 生物信息研究院(BII)
- 生物处理科技研究院(BTI)
- 实验治疗学中心(ETC)
- 新加坡基因研究院(GIS)
- 生物工程与纳米科技研究院(IBN)
- 医学生物研究院(IMB)
- 分子和细胞生物学研究院(IMCB)
- 新加坡生物成像研究项目(SBIC)
- 新加坡临床科学研究院(SICS)
- 新加坡免疫学组(SIgN)
- 新加坡干细胞研究项目(SSCC)
- 新加坡科研与新加坡国立大学临床成像研究中心(CIRC)

### 科学工程研究理事会
- 化学与工程科学研究院(ICES)
- 高性能计算研究院(IHPC)
- 资讯通信研究院(I²R)
- 材料与工程研究院(IMRE)
- 微电子研究院(IME)
- 新加坡制造技术研究院(SIMTech)
- 国家计量中心(NMC)
- 新加坡先进制造研究中心(ARTC)